# 鄰苯二甲酸二丙酯
邻苯二甲酸二正丙酯（英語：Di-n-propylphthalat，缩写DNPrP）是一种邻苯二甲酸酯，由一个邻苯二甲酸和两个正丙醇酯化形成，化学式为 C14H18O4，标准状况下为淡黄色液体，几乎不溶于水，常作为塑化劑使用。